# Great Ambergris Cay
Ne doit pas être confondu avec Ambergris Caye.
L'île de Great Ambergris Cay (aussi appelé Big Ambergris Cay, voire Ambergris Cay) est une île de l'archipel des Caïcos, dépendantes du territoire des Îles Turques-et-Caïques.
Le Canadien Henry Mensen a acquis l'île en 1995 et s'est engagé à préserver le tiers de l'île (environ 1,8 km2) au sein d'une réserve privée. La société Turcs & Caïcos Sporting Club est chargée de la gestion de l'île, propose des activités touristiques et vend des villas de luxe sur l'île.